# Tailhook Association

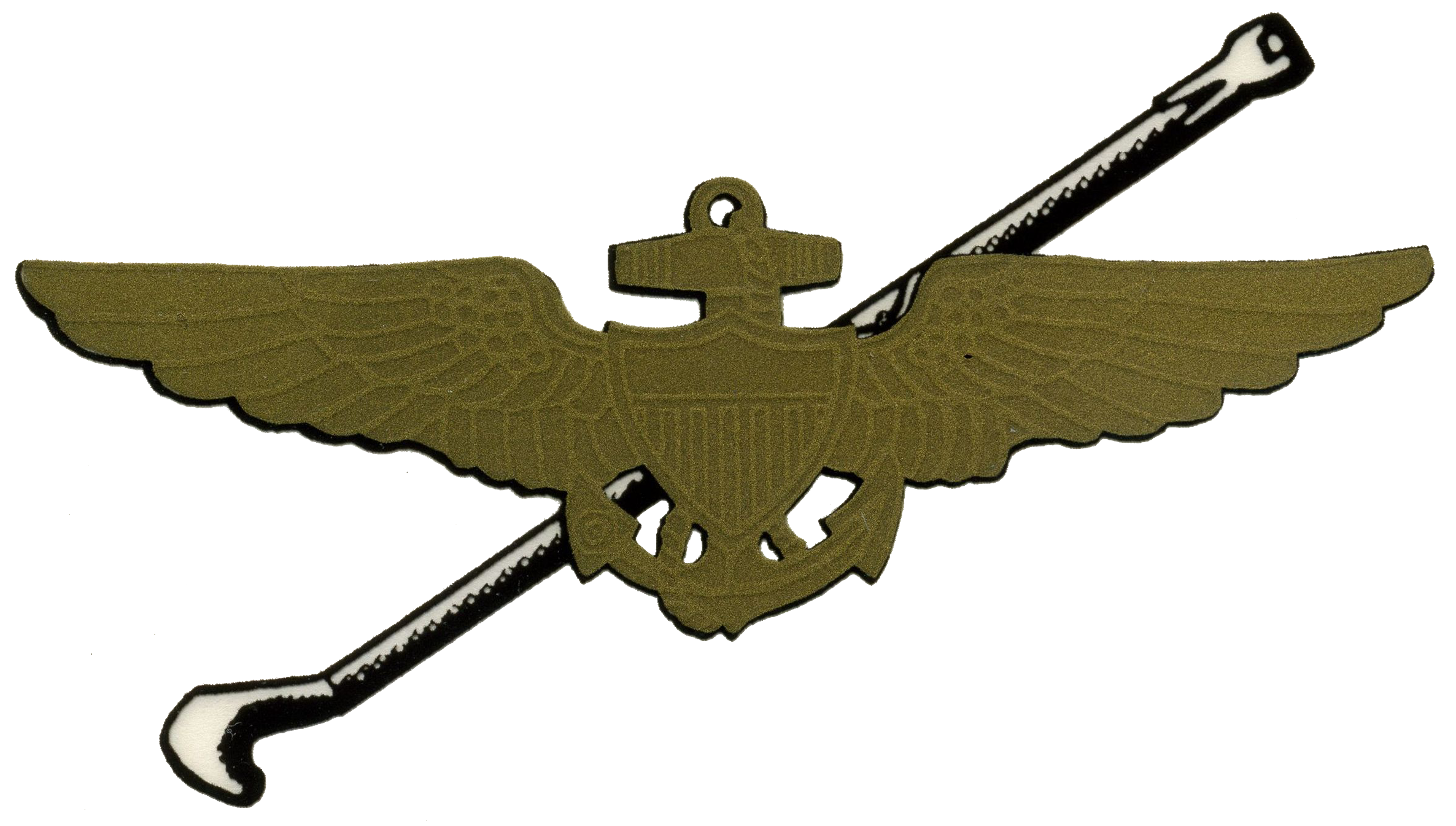
Logo

Die Tailhook Association ist eine 1956 gegründete Gemeinschaft von US-Marinefliegern (Navy und Marines) mit Sitz in San Diego (Scripps Ranch).
Tailhook ist die englischsprachige Bezeichnung für Fanghaken. Präsident ist CAPT (S) Kevin „Proton“ McLaughlin. Die Mitgliederzeitschrift The Hook magazine – Journal of Carriar Aviation erscheint vierteljährlich.
1991 fand der Tailhook-Skandal bei einer Veranstaltung der Organisation in Las Vegas statt.
Es werden folgende Auszeichnungen verliehen:
- James D. „Jig Dog“ Ramage Award
- Tailhooker Of The Year Award
- Lifetime Achievement Award
- The Hook Magazine Contributor of the Year
- Honorary Tailhooker of the Year

Des Weiteren werden Stipendien vergeben. Der not-for-profit-Verein hat 7 Hauptsponsoren (amerikanische Schiffs- und Flugzeugwerften).